# الخسائر المدنية وعمليات النزوح أثناء النزاع القبرصي
تتناول هذه المقالة الخسائر المدنية وعمليات النزوح التي حدثت بين عامي 1963 و1975، منذ اندلاع القتال بين الطوائف حتى نهاية عمليات النزوح التي أعقبت الغزو التركي لقبرص.

## 1963-1964: العنف الطائفي القبرصي
في 21 ديسمبر 1963، اندلعت أعمال عنف خطيرة في نيقوسيا عندما أوقفت دورية للشرطة القبرصية اليونانية، للتحقق من وثائق الهوية، زوجين قبرصيين أتراك على حافة الحي التركي. تجمع حشد معاد، وأُطلقت أعيرة نارية، وقُتل ثلاثة أشخاص (اثنان من القبارصة الأتراك وواحد من القبارصة اليونانيين). مع انتشار الخبر، بدأ أعضاء التنظيمات السرية في إطلاق النار وأخذ الرهائن. في شمال نيقوسيا، احتلت القوات التركية موقعًا قويًا في قلعة سانت هيلاريون، وسيطرت على طريق غرنة على الساحل الشمالي. أصبح الطريق منطقة قتال رئيسية حيث قاتل الجانبان للسيطرة عليه. وقع الكثير من القتال بين الطوائف في نيقوسيا على طول الخط الفاصل بين الأحياء اليونانية والتركية في المدينة (المعروف فيما بعد باسم الخط الأخضر).
وقع قتال طائفي عنيف في مارس وأبريل 1964. عندما انتهى أسوأ القتال، بدأ القبارصة الأتراك في الانتقال من المناطق الريفية المعزولة والقرى المختلطة إلى الجيوب. يذكر القبارصة الأتراك أن الأعمال العدائية فرضت مثل هذا الدمج بينما يقول القبارصة اليونانيون أن القبارصة الأتراك فعلوا ذلك دون أي ضغوط منهم، ولكن من قبل منظمة المقاومة التركية شبه العسكرية. يعتقد القبارصة التقدميون أن كلا الحدثين قد وقعا. ولم يمض وقت طويل حتى اكتظ جزء كبير من سكان الجزيرة القبارصة الأتراك في الحي التركي في نيقوسيا والجيوب الأخرى، في خيام وأكواخ مبنية على عجل.
بسبب محاولات الحرس الوطني القبرصي تحت إمرة الجنرال جورجيوس غريفاس، الذي ادعى أنه يتصرف بموجب التفويض الممنوح لقبرص من قبل الأمم المتحدة، للإستيلاء على كوكينا/إرينكوي الذي ادعى القبارصة الأتراك أنها آخر صلة لهم بالعالم الخارجي، تدخلت القوات الجوية التركية. في 8-9 أغسطس، قصفت تركيا منطقة تيليريا لمدة يومين، مما أسفر عن مقتل 33 من القبارصة اليونانيين وإصابة 230.
وأشار بيير أوبيرلنغ إلى أنه وفقًا لمصادر رسمية، أدت أزمة 1963-1964 إلى مقتل 364 من القبارصة الأتراك و174 قبرصيًا يونانيًا.  تم الإبلاغ عن 209 من القبارصة الأتراك و41 يونانيًا في عداد المفقودين. وقد أُجبر قرابة 25 ألف قبرصي تركي، أي ما يقرب من سدس السكان القبارصة الأتراك في ذلك الوقت، على ترك منازلهم للعيش في الجيوب.  أخيرًا، تم إجبار أكثر من 3000 أرمني كانوا يعيشون في مناطق نيقوسيا التي خضعت لسيطرة القوات شبه العسكرية التركية على مغادرة منازلهم. 

## 1974: الانقلاب والغزو التركي
مع انقلاب 21 أبريل 1967، دخلت اليونان فترة حكم المجلس العسكري.
في 15 يوليو 1974، أطاح الحرس الوطني القبرصي اليوناني بحكومة جمهورية قبرص بأوامر من المجلس العسكري اليوناني. عين المجلس العسكري اليوناني أحد المحاربين القدامى في المنظمة الوطنية للمقاتلين القبارصة وعضو البرلمان القبرصي، نيكوس سامبسون كرئيس جديد. فشلت محاولة اغتيال الرئيس مكاريوس، وهرب من قبرص بمساعدة الجيش البريطاني.
في 20 يوليو 1974، رداً على الانقلاب، هبطت القوات التركية بالقرب من غرنة، وفتحت ممرًا ضيقًا إلى نيقوسيا في غضون يومين، حتى تم التفاوض على وقف إطلاق النار في 22 يوليو. في اليوم الثاني من الغزو التركي لقبرص، انهار المجلس العسكري اليوناني. عاد كرامنليس من باريس وشكل حكومته المدنية. في قبرص، استقال نيكوس سامبسون وتولى غلافكوس كليريدس الرئاسة كرئيس بالإنابة، وفقًا لدستور عام 1960.
في أغسطس من نفس العام، بعد ما يقرب من شهر الانقلاب، اجتمع ممثلو الطائفتين في جنيف. طالب القبارصة الأتراك بقيادة رؤوف دنكطاش بدولة اتحادية مع التنازل عن 34٪ من الأراضي للقبارصة الأتراك. طلب غلافكوس كليريدس- ممثل القبارصة اليونانيين - مهلة من 36 إلى 48 ساعة للتشاور. أثناء المحادثات، شنت القوات التركية غزوا ثانيا على قبرص. عندما تم إعلان وقف إطلاق النار، كانت القوات التركية قد احتلت أكثر من 36٪ من الأراضي. لا يزال خط وقف إطلاق النار لعام 1974 يفصل بين المجتمعين ويشار إليه عمومًا بالخط الأخضر (أو "خط أتيلا")، ويمر أيضًا عبر نيقوسيا، مما يجعلها العاصمة الوحيدة المقسمة في العالم.
نفذ الجيش التركي والجانب اليوناني سياسات تطهير عرقي في المناطق التي كانت تحت سيطرتهما.   أدانت اللجنة الأوروبية لحقوق الإنسان تركيا بتهمة تهجير الأشخاص، والحرمان من الحرية، وسوء المعاملة، والحرمان من الحياة، والحرمان من الممتلكات.      
في عام 1976 ومرة أخرى في عام 1983، وجدت المفوضية الأوروبية لحقوق الإنسان أن تركيا مذنبة بارتكاب انتهاكات متكررة للاتفاقية الأوروبية لحقوق الإنسان. أدينت تركيا لمنع عودة اللاجئين القبارصة اليونانيين إلى ممتلكاتهم.  تنص تقارير المفوضية الأوروبية لحقوق الإنسان لعامي 1976 و1983 على ما يلي:
تعرض القبارصة اليونانيون المحاصرون في شبه جزيرة كارباس في عام 1975 لانتهاكات من قبل الأتراك حتى أنه بحلول عام 2001 عندما وجدت المحكمة الأوروبية لحقوق الإنسان أن تركيا مذنبة بانتهاك 14 مادة من الاتفاقية الأوروبية لحقوق الإنسان في حكمها (رقم 25781/94)، بقي أقل من 600 من السكان. وفي نفس الحكم، أُدينت تركيا بانتهاك حقوق القبارصة الأتراك بالسماح بمحاكمة المدنيين أمام محكمة عسكرية. 
قبلت اللجنة الأوروبية لحقوق الإنسان بأغلبية 12 صوتًا مقابل صوت واحد، أدلة من جمهورية قبرص تتعلق باغتصاب العديد من النساء اليونانيات من قبل الجنود الأتراك وتعذيب العديد من السجناء القبارصة اليونانيين أثناء غزو الجزيرة.  أدى ارتفاع معدل الاغتصاب إلى الإذن المؤقت بالإجهاض في قبرص من قبل الكنيسة الأرثوذكسية القبرصية المحافظة.   وبحسب بول سانت كاسيا، فقد استُخدم الاغتصاب بشكل منهجي "لتخفيف" المقاومة وتطهير المناطق المدنية من خلال الخوف. كان يُنظر إلى العديد من الفظائع على أنها انتقام من الفظائع التي ارتكبت ضد القبارصة الأتراك في 1963-1964 والمجازر التي حدثت أثناء الغزو الأول.  كانت هناك حالات اغتصاب، شملت اغتصابًا جماعيًا، لمراهقات من قبل جنود أتراك وقبارصة أتراك في شبه الجزيرة. كانت النساء المغتصبات في بعض الأحيان منبوذات من المجتمع.  ارتكب مقاتلو منظمة إيوكا-ب من القبارصة اليونانيين مذبحة في قرية توشني، حيث تم العثور على جميع الرجال الذين تتراوح أعمارهم بين 13 و 74 عامًا مقتولين رميا بالرصاص (مذبحة توشني).  وبالمثل، تم استخراج مقابر جماعية أخرى في قرى ألوا، وساندالاريس، وماراتا، تحتوي على 126 قتيلاً من المدنيين، بينهم نساء وأطفال (مذبحة مارثا وسانتالاريس وأودا). 

## التحديات القانونية
في عامي 1976 و1983، طعنت قبرص في تركيا أمام المحكمة الأوروبية لحقوق الإنسان بشأن عدد من القضايا، بما في ذلك المفقودون من القبارصة اليونانيين المدنيين، وادعت قبرص بوجود 1491 مفقود على الأقل. خلصت المحكمة الأوروبية لحقوق الإنسان إلى أن هناك افتراضًا بأن تركيا كانت مسؤولة عن توضيح مصير المدنيين الذين عُرف آخر مرة بأنهم تحت سيطرتها، ولكن أيضًا "لا يوجد دليل على مقتل أي من الأشخاص المفقودين في ظروف يمكن تحميل [تركيا] مسؤوليتها؛ ولم تجد اللجنة أي دليل على أن أيًا من الأشخاص المحتجزين لا يزالون محتجزين أو مستعبدين من قبل [تركيا]".  وخلصت قضية أخرى رفعتها قبرص في عام 1994، وصدر حكم بشأنها في عام 2001، إلى أن تركيا تواصل تقديم دعم غير كاف لتوضيح مصير القبارصة المفقودين.  حالة أخرى هي كتاب جرائم الحرب الذي كتبه أندرياس باراشوس مدعيًا أن ما لا يقل عن 180 جريمة تم الإبلاغ عنها من قبل قبرص في الحقيقة مختلقة ومزيفة.    تم رفع قضية جديدة في عام 2009، بعد تعليقات الممثل التركي أتيلا أولجاك حول ارتكاب جرائم حرب أثناء خدمته في قبرص، على الرغم من أن أولجاك تراجع عن التصريحات في وقت لاحق، قائلاً إنه اختبار رد فعل الجمهور على نص تلفزيوني. 
في عام 2006، بسبب العدد الهائل المحتمل من الدعاوى القضائية ضد تركيا، دعت المحكمة الأوروبية لحقوق الإنسان تركيا في ديسمبر إلى إيجاد "سبل انتصاف محلية فعالة" للتهجير الجماعي للقبارصة اليونانيين. وكانت النتيجة لجنة للممتلكات أنشأها القبارصة الأتراك، ويُزعم أنها تعرض حق عودة ممتلكات القبارصة اليونانيين طالما كانت هذه الممتلكات شاغرة، أو لم تكن في منطقة ذات أهمية عسكرية. حصل عدد قليل من المتقدمين على تعويض. وقد رفض القبارصة اليونانيون الاعتراف باللجنة كوسيلة مناسبة للإنصاف، وذهب بعض السياسيين إلى حد الاتهام بالخيانة لمن يقبلونها.  قضت المحكمة الأوروبية لحقوق الإنسان بأن لجنة الملكية توفر علاجًا محليًا مناسبًا. 

## روابط خارجية
- لجنة المفقودين في قبرص
- مركز رصد النزوح الداخلي - قبرص - العنف الطائفي عام 1964
- مركز مراقبة النزوح الداخلي - قبرص - النزوح أثناء العمل العسكري التركي في يوليو - أغسطس 1974
- MRG - قبرص: بحثًا عن السلام
- مقال من مكتبة الكونغرس الأمريكية
- فقد القبارصة اليونانيون منذ الغزو التركي عام 1974
- نزاع قبرص نسخة محفوظة 12 January 2014 على موقع واي باك مشين.
- نتائج الغزو التركي
- مكتب الصحافة والإعلام لجمهورية قبرص
- مكتب الصحافة والإعلام في جمهورية شمال قبرص التركية
- المجتمعات اليونانية النازحة في قبرص